# Liste des épisodes d'According to Jim
Cet article présente le guide des épisodes de la série télévisée américaine According to Jim.

## Saison 1 (2001-2002)
| No. série | No. saison | Titre VF                   | Titre VO                         | Date de diffusion |
| --- | ---------- | -------------------------- | -------------------------------- | ----------------- |
| 1 | 1          | Pilote                     | Pilot                            | 3 octobre 2001    |
| Jim et Cheryl incarnent un parfait couple de la classe moyenne américaine. Ils vivent dans une maison de banlieue avec deux filles adorables, Ruby et Gracie, qui sont aussi très bruyantes et Kyle, leur nouveau-né. Cheryl ne peut se résoudre à laisser Ruby à la garderie pour la semaine mais Jim objecte disant que c'est parce qu'elle est une femme. Alors confronté au même problème, Jim décide de changer Ruby d'école mais le cache à Cheryl. Le couple essaie aussi d'aider Andy, le beau-frère de Jim par alliance, à se réconcilier avec Carrie, sa fiancée. |            |                            |                                  |                   |
| 2 | 2          | Pas de câlin               | No Nookie                        | 10 octobre 2001   |
| Jim et Cheryl s'apprêtent à partir en vacances aux Bahamas mais à la dernière minute, Dana, la sœur de Cheryl, ne peut garder les enfants comme elle l'avait promis. Ils sont donc forcés de rester chez eux tandis qu'Andy est obsédé à l'idée de construire une cabane parfaite pour ses nièces. |            |                            |                                  |                   |
| 3 | 3          | Le retour du chat          | The Cat Came Back                | 17 octobre 2001   |
| Le chat de Cheryl s'éteint après quinze ans d'existence. Au lieu de l'enterrer proprement dans le jardin, Jim préfère le cacher dans le congélateur et partir voir un match. Cheryl se plaignant du manque d'attention de son mari envers elle, il accepte d'organiser des adieux dignes de ce nom et lui achète un chien, qu'elle finit par adopter. |            |                            |                                  |                   |
| 4 | 4          | L'anniversaire de mariage  | Anniversary                      | 24 octobre 2001   |
| Le dixième anniversaire de mariage de Cheryl et Jim devient un cauchemar lorsque celle-ci découvre que Dana a acheté tous les cadeaux que Jim lui a offerts. Il a alors l'idée de lui offrir une télévision à écran plat. |            |                            |                                  |                   |
| 5 | 5          | Esprits turbulents         | Unruly Spirits                   | 31 octobre 2001   |
| Alors qu'Andy croit que son ex le traque, Jim accepte, contre l'approbation de Cheryl, d'accompagner Gracie sa fille à la tournée des bonbons. |            |                            |                                  |                   |
| 6 | 6          | Coup de foudre             | The Crush                        | 7 novembre 2001   |
| Jim réussit à créer une histoire entre Dana et un homme si attentionné que même Cheryl tombe amoureuse de lui. |            |                            |                                  |                   |
| 7 | 7          | L'ancien amour de Cheryl   | Cheryl Old Flames                | 14 novembre 2001  |
| Jim et Cheryl se demandent s'ils n'instaurent pas trop de règles chez eux lorsqu'ils en viennent à se disputer pour une histoire de télévision à installer dans la chambre des filles. Jim promet de ne plus faire de moto, Cheryl de ne plus fumer. Mais tiendront-ils ? |            |                            |                                  |                   |
| 8 | 8          | La super dinde             | The Turkey Bowl                  | 21 novembre 2001  |
| Pour Thnksgiving, Jim, ses filles et Andy partent au bowling. Mais lorsqu'une panne d'électricité survient, ils doivent choisir entre un score parfait ou un retour à la maison en famille. |            |                            |                                  |                   |
| 9 | 9          | La copine d'Andy           | Andy's Girlfriend                | 21 novembre 2001  |
| Andy a une petite amie nommée Alicia, sa première fiancée depuis longtemps. Mais cette femme, qui est aussi la professeur de piano de Ruby s'entend très mal avec Jim car ils ne partagent pas les mêmes centres d'intérêts. En effet, Alicia est végétarienne, croit que Dieu est une femme et supporte les Packers. |            |                            |                                  |                   |
| 10 | 10         | Jiminy de Noël             | An According to Jiminy Christmas | 12 décembre 2001  |
| La mère de Cheryl vient lui rendre visite, mais le couple s'opposant à ce qu'elle reste chez eux, elle offre son collier de perles à Dana. Pendant ce temps, Andy est pris pour le Père Noël par ses filles. |            |                            |                                  |                   |
| 11 | 11         | Le gros mot                | The Bad Word                     | 16 janvier 2002   |
| Gracie, sous l'influence de Jim, se met à jurer. |            |                            |                                  |                   |
| 12 | 12         | Un comportement Modèle     | Model Behavior                   | 23 janvier 2002   |
| Jim et Cheryl acceptent que Ruby soit un modèle pour une publicité, jusqu'à ce que le photographe s'en mêle et que Jim déniche un agent pour sa fille. |            |                            |                                  |                   |
| 13 | 13         | L'argent                   | The Money                        | 30 janvier 2002   |
| Cheryl accepte de prêter de l'argent à Andy, mais pour cela, l'accord de Jim est obligatoire. |            |                            |                                  |                   |
| 14 | 14         | Cliché                     | Blow-Up                          | 13 février 2002   |
| Jim montre à ses amis une photo érotique offerte par Cheryl à l'occasion de la Saint Valentin. |            |                            |                                  |                   |
| 15 | 15         | Le squash                  | Racquetball                      | 27 février 2002   |
| Jim est battu par Cheryl à un jeu sportif. Mais en revisionnant la cassette, il s'aperçoit qu'elle a triché... |            |                            |                                  |                   |
| 16 | 16         | Sous tension               | Under Pressure                   | 6 mars 2002       |
| On diagnostique à Jim une pression artérielle trop élevée. Cheryl devient alors aux petits soins pour lui. |            |                            |                                  |                   |
| 17 | 17         | Sacrée soirée              | Date Night                       | 13 mars 2002      |
| Jim devient obsédé par une place de stationnement dans laquelle il n'a pas pu se garer. |            |                            |                                  |                   |
| 18 | 18         | L'anniversaire             | Birthday Boys                    | 20 mars 2002      |
| Andy et Kyle fêtent leurs anniversaires mais Andy se sent délaissé à cause de l'attention qu'on accorde à son très jeune neveu. Au restaurant, Jim et Dana sont en désaccord sur le fait de payer le repas. |            |                            |                                  |                   |
| 19 | 19         | La facture                 | The Receipt                      | 24 avril 2002     |
| Jim décide de se faire rembourser son nouveau lecteur DVD qui vient de se casser, mais il perd le ticket de retour. |            |                            |                                  |                   |
| 20 | 20         | De vieux amis              | Old Friends                      | 1er mai 2002      |
| Jim retrouve un vieil ami désormais policier. Ils revivent quelques souvenirs de jeunesse, mais réalisent qu'ils n'ont plus l'âge pour cela. |            |                            |                                  |                   |
| 21 | 21         | Le jour de repos de Cheryl | Cheryl's Day Off                 | 8 mai 2002        |
| Jim accepte de s'occuper de ses filles pendant que Cheryl accompagne Dana à un rendez-vous chez le docteur. Il laisse par mégarde ses filles à une autre mère et part voir un film. Lorsque Cheryl l'apprend, elle est doublement furieuse car il ne se souvient plus à qui il les a confiées. |            |                            |                                  |                   |
| 22 | 22         | Sans surprises             | No Surprises                     | 15 mai 2002       |
| Jim accepte d'organiser un anniversaire surprise pour sa femme, mais Dana gâche involontairement la surprise. |            |                            |                                  |                   |

## Saison 2 (2002-2003)
| No. série | No. saison | Titre VF                   | Titre VO                    | Date de diffusion |
| --- | ---------- | -------------------------- | --------------------------- | ----------------- |
| 23 | 1          | L'Importance d'être Jim    | The Importance of Being Jim | 1er octobre 2002  |
| Jim achète une caméra à un ex de Dana et efface l'image d'une de ses nouvelles conquêtes. près une dispute avec Cheryl, la caméra est introuvable et Kyle commence à faire ses premiers pas. |            |                            |                             |                   |
| 24 | 2          | Voitures et femmes         | Cars & Chicks               | 8 octobre 2002    |
| Jim s'offusque lorsque Cheryl accompagne Dana s'acheter une voiture. Il pense en effet que les femmes sont incapables de prêter attention aux détails les plus importants.                   |            |                            |                             |                   |
| 25 | 3          | Babyphone                  | The Baby Monitor            | 15 octobre 2002   |
| Cheryl et Jim ont de nouveaux voisins. Mais durant leur soirée, une série de catastrophes impliquant un baby-phone s'ensuit.                                                                 |            |                            |                             |                   |
| 26 | 4          | Le livreur de pizzas       | The Pizza Boy               | 22 octobre 2002   |
| Jim et Cheryl hébergent chez eux un livreur de pizzas mis à la porte par son père qui refuse qu'il se lance dans la comédie.                                                                 |            |                            |                             |                   |
| 27 | 5          | Le placard                 | The Closet                  | 29 octobre 2002   |
| Jim et Cheryl sont en désaccord à propos d'une histoire d'intimité à respecter lorsqu'il s'agit de leurs emplacements d'affaires hygiéniques dans la salle de bains.                         |            |                            |                             |                   |
| 28 | 6          | Mauvais exemple            | Punch & Ruby                | 5 novembre 2002   |
| Jim se bat lors d'un match sportif en présence de ses filles. Ruby devient bientôt une adepte de ce genre de comportement.                                                                   |            |                            |                             |                   |
| 29 | 7          | Bachelor                   | The Bachelor                | 12 novembre 2002  |
| Dana participe à une émission de télé-réalité mais sa maladresse ruine toutes ses chances.                                                                                                   |            |                            |                             |                   |
| 30 | 8          | Prise de bec               | Father Disfigure            | 19 novembre 2002  |
| Jim rencontre le nouveau révérend de l'église qu'il connait pour avoir il y a de cela des années brisé un carreau avec une balle de baseball.                                                |            |                            |                             |                   |
| 31 | 9          | Thanksgiving confidentiel  | Thanksgiving Confidential   | 26 novembre 2002  |
| Cheryl et Jim réalisent à l'approche des fêtes de Thanksgiving qu'ils ne passent pas assez de temps ensemble.                                                                                |            |                            |                             |                   |
| 32 | 10         | La Fête de Noël            | The Christmas Party         | 10 décembre 2002  |
| Une voisine de Jim organise une fête mais lui et Cheryl ne sont pas invités étant donné que Jim et cette dame se détestent copieusement.                                                     |            |                            |                             |                   |
| 33 | 11         | Le beau-frère.             | The Brother In Law          | 17 décembre 2002  |
| Le nouveau fiancé de Dana offre à Jim d'être son pianiste en échange du succès. Jim accepte mais pour cela, il doit écarter Andy, le pianiste actuel.                                        |            |                            |                             |                   |
| 34 | 12         | Cas de conscience          | Moral Dilemma               | 7 janvier 2003    |
| Jim profite d'une erreur de sa carte de crédit pour emmener Cheryl dans un hôtel romantique, mais malheureusement, il va très vite reprendre contact avec la réalité.                        |            |                            |                             |                   |
| 35 / 36 | 13 / 14    | Chaque pot a son couvercle | You Gotta Love Somebody     | 21 janvier 2003   |
| Jim et Andy s'occupent de l'enterrement de vie de garçon de Danny, l'un de leurs vieux amis.                                                                                                 |            |                            |                             |                   |
| 37 | 15         | L'odeur du succès          | The Smell of Success        | 28 janvier 2003   |
| Dana et Andy approuvent l'idée de Jim, de créer une poupée gazeuse, ce que Cheryl trouve révoltant.                                                                                          |            |                            |                             |                   |
| 38 | 16         | Soirée pyjama              | Slumber Party               | 4 février 2003    |
| Cheryl, malade, ne peut animer la soirée pyjama de Ruby. C'est donc Jim qui va s'en charger à sa place.                                                                                      |            |                            |                             |                   |
| 39 | 17         | La bague de fiançailles    | The Ring                    | 11 février 2003   |
| Jim recroise une ex, ce qui fait peur à Cheryl. |            |                            |                             |                   |
| 40 | 18         | Wonder Woman               | Wonder Woman                | 18 février 2003   |
| Cheryl est agressée mais n'en parle à personne. Jim l'apprend et lui achète deux chiens ne comprenant que l'allemand.                                                                        |            |                            |                             |                   |
| 41 | 19         | Le dragueur                | The Pass                    | 25 février 2003   |
| Cheryl obtient un laissez-passer de la part d'un ancien ami de Jim. |            |                            |                             |                   |
| 42 | 20         | Dana perd son emploi       | Dana gets fired             | 11 mars 2003      |
| Andy a quelques problèmes avec sa fête d'anniversaire. Jim renvoie accidentellement Dana en voulant la défendre.                                                                             |            |                            |                             |                   |
| 43 | 21         | Bo Diddley                 | Bo Diddley                  | 1er avril 2003    |
| Alors que Jim promet d'accompagner Cheryl à une opération dentaire, il change d'avis en rencontrant une star du rock.                                                                        |            |                            |                             |                   |
| 44 | 22         | Devlin qui vient dîner     | Deal with Devlins           | 1er avril 2003    |
| Cheryl se lie d'amitié avec la mère d'une amie de ses filles, mais Jim ne peut bientôt plus supporter cette femme intrusive.                                                                 |            |                            |                             |                   |
| 45 | 23         | Le casque                  | The Helmet                  | 8 avril 2003      |
| Cheryl se fait passer pour un homme et découvre que son mari participe à des ventes aux enchères.                                                                                            |            |                            |                             |                   |
| 46 | 24         | Reprendre c'est voler      | No Harm, No foul            | 29 avril 2003     |
| Gracie recueille un moineau qu'elle adopte mais qui rend tout le monde fou. |            |                            |                             |                   |
| 47 | 25         | Une histoire de filles     | About a Girl                | 6 mai 2003        |
| Dana se fait passer pour la mère de Ruby en rencontrant un homme célibataire. Pendant ce temps, Jim doit faire plus d'exercice. Les deux en arrivent bientôt à conclure un pacte.            |            |                            |                             |                   |
| 48 | 26         | Le fiancé de maman         | Mom's Boyfriend             | 13 mai 2003       |
| Cheryl découvre que sa mère a un nouveau petit ami que Jim et Andy apprécient. Ils décident même de lui organiser une bachelor party.                                                        |            |                            |                             |                   |
| 49 et 50 | 27 et 28   | Las Vegas                  | Las Vegas Baby part 1 & 2   | 20 mai 2003       |
| Jim, Dana, Cheryl et Andy partent pour Las Vegas où Andy tombe amoureux de Roxanne, la sœur de Jim.                                                                                          |            |                            |                             |                   |

## Saison 3 (2003-2004)
| No. série | No. saison | Titre VF                      | Titre VO                                | Date de diffusion |
| --- | ---------- | ----------------------------- | --------------------------------------- | ----------------- |
| 51 | 1          | Service compris               | The Errand                              | 23 septembre 2003 |
| Jim, dans un souci d'économie, accepte de faire les courses à la place de Cheryl. |            |                               |                                         |                   |
| 52 | 2          | Pas les Packers               | Packers Ball                            | 30 septembre 2003 |
| Jim se rend compte que son fils Kyle affectionne une balle en caoutchouc favorisant l'équipe adverse de celle qu'il supporte. |            |                               |                                         |                   |
| 53 | 3          | Un sacré numéro               | We Have a Bingo                         | 7 octobre 2003    |
| Jim échange son jeu de bingo avec une vieille dame afin de remporter un matelas aquatique, mais chaque fois qu'il désire en profiter avec Cheryl, sa conscience le rappelle à l'ordre.                                                                            |            |                               |                                         |                   |
| 54 | 4          | Apprendre à se connaître      | Getting to Know You                     | 14 octobre 2003   |
| Cheryl apprend qu'un de ses amis achète un bijou pour sa femme sans raison particulière, ce qui pousse Jim à croire qu'il la trompe. |            |                               |                                         |                   |
| 55 | 5          | Le stand de Limonade          | Lemonade Stands                         | 21 octobre 2003   |
| Jim et Cheryl veulent apprendre à leurs filles la valeur de l'argent en leur demandant de tenir un stand de limonade. Mais une compétition de quartier est bientôt instaurée.                                                                                     |            |                               |                                         |                   |
| 56 | 6          | L'ABC                         | 123s & abcs                             | 21 octobre 2003   |
| Essayant d'alléger la charge de travail de sa fille, Jim fait passer Cheryl pour une analphabète auprès de son professeur. |            |                               |                                         |                   |
| 57 | 7          | Dana sort avec Jim            | Dana dates Jim                          | 28 octobre 2003   |
| Le nouveau petit ami de Dana ressemble à s y méprendre à Jim mais celle-ci s'obstine à prouver le contraire. |            |                               |                                         |                   |
| 58 | 8          | Le Film d'horreur             | Scary Movie                             | 4 novembre 2003   |
| Gracie et Ruby souffrent de cauchemars découlant du film d'horreur que Jim les a emmenées voir. |            |                               |                                         |                   |
| 59 | 9          | L'ami imaginaire              | Imaginary Friend                        | 11 novembre 2003  |
| Jim s'invente une amitié afin de ne pas assister à un baby-shower avec Cheryl. |            |                               |                                         |                   |
| 60 | 10         | Le Paintball                  | Paintball                               | 18 novembre 2003  |
| Cheryl demande à Jim de l'accompagner à un cours de cuisine qui s'avère désastreux. Mais lorsque Jim lui réclame en retour une partie de paintball, la situation ne s'améliore pas.                                                                               |            |                               |                                         |                   |
| 61 | 11         | Une délicate attention        | Empty Gesture                           | 25 novembre 2003  |
| Cheryl se retrouve coincée en cuisinant le repas de Thanksgiving. Afin de se faire pardonner de ne pas l'avoir remarquée, Andy, Dana et Jim décident de préparer le dîner en espérant qu'elle changera d'avis, mais aucun d'entre eux ne se dévoue pour cuisiner. |            |                               |                                         |                   |
| 62 | 12         | La notion d'engagement        | Rules of Engagement                     | 2 décembre 2003   |
| Cheryl essaye de s'amender auprès de Jim, mais lui ne se souvient pas pourquoi. |            |                               |                                         |                   |
| 63 | 13         | Un Noël top secret            | Secret Santa                            | 9 décembre 2003   |
| Dana se voit accorder par Cheryl la permission d'inscrire son nom sur l'un des cadeaux destinés à Jim étant donné qu'elle ne peut pas lui en payer un cette année.                                                                                                |            |                               |                                         |                   |
| 64 | 14         | Maisons à vendre              | House For Sale                          | 6 janvier 2004    |
| Les Devlins et Jim entrent en compétition sur le marché immobilier. |            |                               |                                         |                   |
| 65 | 15         | Dana sort avec le pasteur     | Dana dates the Reverend                 | 27 janvier 2004   |
| Dana et Jim harcèlent le révérend, elle pour ses peines sentimentales, lui pour sa promesse d'aller jouer au bowling. |            |                               |                                         |                   |
| 66 | 16         | Le Témoin                     | The Best Man                            | 10 février 2004   |
| Cheryl interdit à Jim d'organiser la bachelor party de son ami policier Danny. |            |                               |                                         |                   |
| 67 | 17         | Cheryl chante                 | Cheryl sings                            | 17 février 2004   |
| Cheryl impressionne sa cousine en se faisant passer pour la chanteuse du groupe de Jim. Mais lorsque le fiancé producteur de la cousine s'en mêle, Jim doit faire un choix.                                                                                       |            |                               |                                         |                   |
| 68 et 69 | 18 et 19   | Quand on rêve d'être célèbre  | When You Wish to Be a Star (part 1 & 2) | 2 mars 2004       |
| Pour son travail, Dana doit caster une famille parfaite dans le cadre d'une publicité. Jim est remplacé à la dernière minute. |            |                               |                                         |                   |
| 70 | 20         | Condamnée à tort              | No crime, but punishment                | 9 mars 2004       |
| Jim soupçonne Gracie d'avoir volé un jeu vidéo. |            |                               |                                         |                   |
| 71 | 21         | Le Bébé                       | The Baby                                | 16 mars 2004      |
| Jim pense que sa sœur pourrait être enceinte d'Andy. |            |                               |                                         |                   |
| 72 | 22         | Qui c'est ce patron ?         | Who's the boss ?                        | 30 mars 2004      |
| Andy sort avec une cliente millionnaire, ce que Jim n'apprécie pas. |            |                               |                                         |                   |
| 73 | 23         | Le Camion                     | The Truck                               | 6 avril 2004      |
| Cheryl demande à Jim de lui prêter son camion, qu'il a perdu lors d'un combat de bras de fer. |            |                               |                                         |                   |
| 74 | 24         | Le WC                         | The Toilet                              | 27 avril 2004     |
| Cheryl accepte de reconsidérer la proposition de Jim de refaire la salle de bains, jusqu'à ce qu'il évoque des toilettes parlantes. |            |                               |                                         |                   |
| 75 | 25         | Poubelle !                    | Trashed                                 | 4 mai 2004        |
| Jim jette par mégarde une œuvre destinée au professeur de Ruby. |            |                               |                                         |                   |
| 76 | 26         | La banque matrimoniale        | The Marriage Bank                       | 11 mai 2004       |
| Un conseiller matrimonial aide Jim et Cheryl à se réconcilier. |            |                               |                                         |                   |
| 77 | 27         | Tout le monde se fait plaquer | Everyone Gets Dumped                    | 18 mai 2004       |
| Le nouveau petit ami de Dana, qui est aussi un ex de Cheryl, plaît beaucoup à Jim. |            |                               |                                         |                   |
| 78 | 28         | La piscine                    | The Swimming Pool                       | 25 mai 2004       |
| Cheryl proteste lorsqu'une vague de chaleur envoie la famille dans la piscine des voisins et se met à chercher elle aussi un coin de fraîcheur rien que pour elle.                                                                                                |            |                               |                                         |                   |
| 79 | 29         | Une sacrée différence         | A Vast Difference                       | 25 mai 2004       |
| Jim doit subir une vasectomie. |            |                               |                                         |                   |

## Saison 4 (2004-2005)
| No. série | No. saison | Titre VF                            | Titre VO                        | Date de diffusion |
| --- | ---------- | ----------------------------------- | ------------------------------- | ----------------- |
| 80 | 1          | D'un coup, d'un seul                | A Hole in One                   | 21 septembre 2004 |
| Jim ne peut se résoudre à abandonner ses vices après avoir remporté une partie de golf. |            |                                     |                                 |                   |
| 81 | 2          | Quel effort                         | The Effort                      | 28 septembre 2004 |
| Jim doit choisir entre un week-end romantique et un match de boxe auquel il désire assister. |            |                                     |                                 |                   |
| 82 | 3          | Passé au gril I                     | The Grill                       | 12 octobre 2004   |
| Jim offre un barbecue à Andy mais leur amitié se détériore quand il lui demande de le dédommager. |            |                                     |                                 |                   |
| 83 | 4          | La porte du garage                  | The Garage Door                 | 19 octobre 2004   |
| Jim explique à Cheryl que les hommes et les femmes ne s'intéressent pas aux mêmes notions, quelque chose que Cheryl retient lorsque toute la famille à l'exception de Jim se retrouve coincée dans le garage et que seul Kyle se souvient du code. |            |                                     |                                 |                   |
| 84 | 5          | La robe de la honte                 | Dress to Kill Me                | 26 octobre 2004   |
| Jim refuse que Kyle fasse la tournée d'Halloween déguisé en Cendrillon, car il pense que cela fera de lui une mauviette. |            |                                     |                                 |                   |
| 85 | 6          | Le bal père fille                   | Father Daughter Dance           | 9 novembre 2004   |
| Ruby blesse Jim en refusant qu'il l'accompagne à une danse père fille et en choisissant Andy à sa place. |            |                                     |                                 |                   |
| 86 | 7          | Le caveau atomique                  | Plot Twist                      | 16 novembre 2004  |
| Jim s'oppose à visiter l'abri de sa belle-mère, voulant implanter le sien à côté d'un footballer. |            |                                     |                                 |                   |
| 87 | 8          | Les Chasseurs                       | The Hunters                     | 23 novembre 2004  |
| Jim et Andy partent chasser la dinde, mais deviennent très vite les gibiers. |            |                                     |                                 |                   |
| 88 | 9          | La petite bête                      | Poking the Bear                 | 30 novembre 2004  |
| Cheryl et Jim ne peuvent plus entretenir de relations sexuelles. |            |                                     |                                 |                   |
| 89 | 10         | La Traque au Père-Noël              | Shaking Santa                   | 14 décembre 2004  |
| Jim prend en grippe un Père-Noël saisonnier. Les enfants assistant à la scène craignent une privation de cadeaux. |            |                                     |                                 |                   |
| 90 | 11         | Les Devlin portent la poisse        | Sympathy for the Devlins        | 11 janvier 2005   |
| Jim devient ami avec ses voisins lorsque chaque fois qu'il regarde un match, il constate que ceux-ci portent chance aux joueurs. |            |                                     |                                 |                   |
| 91 | 12         | La caméra de surveillance           | Nanny Cam                       | 18 janvier 2005   |
| Jim et Cheryl s'espionnent pendant tout l'épisode. |            |                                     |                                 |                   |
| 92 | 13         | Le mari jaloux                      | Jealous Husband                 | 25 janvier 2005   |
| Jim et Cheryl donnent une leçon à Dana sur la jalousie, mais celle-ci va prendre une tout autre tournure... |            |                                     |                                 |                   |
| 93 | 14         | Les larmes de la honte              | Crying Shame                    | 8 février 2005    |
| Après avoir vu Jim pleurer pendant un film, Cheryl ne montre aucune sensibilité à son émotion. |            |                                     |                                 |                   |
| 94 | 15         | Devine qui cuisine                  | Guess Who's Cooking your Dinner | 15 février 2005   |
| Cheryl accepte de cuisiner le dîner que Dana a prévu pour son fiancé et qu'elle fasse ensuite croire que c'est elle qui a tout préparé. |            |                                     |                                 |                   |
| 95 | 16         | La Robe de mariée                   | The Wedding Dress               | 22 février 2005   |
| Jim et Andy apprennent que Cheryl veut laisser sa robe de mariée à Dana, mais cachent le fait que celle-ci a été détruite. |            |                                     |                                 |                   |
| 96 | 17         | La Moustache                        | The Mustache                    | 8 mars 2005       |
| Jim se laisse pousser la moustache, Cheryl change de couleur de cheveux. |            |                                     |                                 |                   |
| 97 | 18         | On danse ?                          | Shall We Dance                  | 8 mars 2005       |
| Jim donne des cours de danse à Andy. |            |                                     |                                 |                   |
| 98 | 19         | Je vous confie ma femme             | Take My Wife, Please            | 15 mars 2005      |
| Jim demande à un veuf de le remplacer pour une soirée avec Cheryl. Celle-ci s'attache au vieil homme. |            |                                     |                                 |                   |
| 99 | 20         | Championne d'orthographe            | The Spelling Bee                | 22 mars 2005      |
| Jim découvre que la passion de Gracie pour les concours orthographiques prend des proportions démesurées quand il doit la conduire partout. |            |                                     |                                 |                   |
| 100 | 21         | Enterrement à la carte              | Kentucky Friend Saltzman        | 29 mars 2005      |
| Jim apprend qu'un de ses amis détient une carte de baseball très rare qu'il lui a volée il y a de cela des années. |            |                                     |                                 |                   |
| 101 | 22         | Á la bonne heure                    | The Clock                       | 12 avril 2005     |
| Jim et Cheryl instaurent un couvre-feu pour les enfants afin de passer plus de temps entre eux. |            |                                     |                                 |                   |
| 102 | 23         | Le concours                         | The Competition                 | 19 avril 2005     |
| Jim apprend que son beau-frère Andy sort avec une mangeuse de hot-dog contre lequel il a perdu à un concours. |            |                                     |                                 |                   |
| 103 | 24         | L'enterrement de vie de jeune fille | The Bachelorette Party          | 3 mai 2005        |
| Jim et Andy arrangent un enterrement de vie de jeune fille pour Dana. |            |                                     |                                 |                   |
| 104 | 25         | Geronimo                            | Geronimo Jim                    | 10 mai 2005       |
| Le fiancé de Dana et Jim se lancent tous les deux dans les sports extrêmes. |            |                                     |                                 |                   |
| 105 | 26         | La compilation                      | The Scrapbook                   | 10 mai 2005       |
| Cet épisode est une rétrospective des anniversaires de mariage ratés de Jim et Cheryl. |            |                                     |                                 |                   |
| 106 | 27         | Les afres du mariage                | Wedding Bell Blues              | 17 mai 2005       |
| Jim doit trouver un remplaçant après avoir assommé le révérend le jour du mariage de Dana. |            |                                     |                                 |                   |

## Saison 5 (2005-2006)
| No. série | No. saison | Titre VF                                     | Titre VO                     | Date de diffusion |
| --- | ---------- | -------------------------------------------- | ---------------------------- | ----------------- |
| 107 | 1          | Carton rouge                                 | Foul Ball                    | 20 septembre 2005 |
| Jim au lieu d'accompagner son fils à la garderie, décide de l'emmener voir un match.                                                                  |            |                                              |                              |                   |
| 108 et 109 | 2 et 3     | Le conte de la cassette                      | The Tape Tall                | 27 septembre 2005 |
| Jim complexe par rapport à Cheryl quand il se rend compte que ses cadeaux ne sont pas assez attentionnés.                                             |            |                                              |                              |                   |
| 110 | 4          | Une âme charitable                           | Charity begins at Hef's      | 4 octobre 2005    |
| Jim apprend que Dana accompagnera Cheryl chez Hugh Hefner, après qu'il a commis une blague de mauvais goût.                                           |            |                                              |                              |                   |
| 111 | 5          | La Course                                    | The Race                     | 11 octobre 2005   |
| Jim veut aider Kyle à comprendre les valeurs du sport, mais son manque d'entraînement le rappelle à l'ordre.                                          |            |                                              |                              |                   |
| 112 | 6          | Tout feu tout flamme                         | Anecdon'ts                   | 18 octobre 2005   |
| Jim ignore que Cheryl a volé à Dana une histoire intéressante. Avec Andy, il entreprend de la surpasser.                                              |            |                                              |                              |                   |
| 113 | 7          | L'homme qui murmurait à l'oreille des poules | The Crazy Whisperer          | 1er novembre 2005 |
| La nouvelle petite amie d'Andy le quitte pour traquer Jim à la place.                                                                                 |            |                                              |                              |                   |
| 114 | 8          | James et la pêche barbante                   | James and the annoying peach | 8 novembre 2005   |
| Cheryl refuse de parler à Jim pendant trois jours afin de lui enseigner la communication.                                                             |            |                                              |                              |                   |
| 115 | 9          | Le Rêve                                      | The Dream                    | 15 novembre 2005  |
| Jim se rend compte que Dana rêve de lui secrètement, bien qu'elle soit déjà mariée.                                                                   |            |                                              |                              |                   |
| 116 | 10         | Fais moi confiance                           | Lean On Me                   | 29 novembre 2005  |
| Jim revoit une de ses ex qui aimerait bien reprendre la relation qu'elle entretenait avec lui.                                                        |            |                                              |                              |                   |
| 117 | 11         | Le don de Maggie                             | The Gift From Maggie         | 13 décembre 2005  |
| Jim et Cheryl rivalisent avec Ryan et Dana à l'occasion de la venue de Maggie.                                                                        |            |                                              |                              |                   |
| 118 | 12         | Sexologie                                    | Sex Ed Fred                  | 10 janvier 2006   |
| Jim réalise qu'il apparaît dans une vidéo sur l'éducation sexuelle que ses filles regardent, pensant qu'il s'agissait à l'époque d'un film d'horreur. |            |                                              |                              |                   |
| 119 | 13         | Le renouvellement de vœux                    | Renewing vows                | 24 janvier 2006   |
| Jim se fait percer l'oreille le jour du renouvellement de ses vœux...                                                                                 |            |                                              |                              |                   |
| 120 | 14         | Le bâton                                     | The Stick                    | 7 février 2006    |
| Le seul cadeau d'anniversaire qui fasse plaisir à Jim est un bâton de la part de son fils Kyle.                                                       |            |                                              |                              |                   |
| 121 | 15         | Monsieur J'ai raison                         | Mr Right                     | 7 février 2006    |
| Jim décide de prouver à Cheryl une histoire qu'elle croit fausse.                                                                                     |            |                                              |                              |                   |
| 122 | 16         | Attention les secousses                      | Get Your Freak On            | 15 février 2005   |
| Cheryl trouve un travail érotique. |            |                                              |                              |                   |
| 123 | 17         | Vieux Grincheux                              | The Grumpy Guy               | 28 février 2006   |
| Jim s'aperçoit qu'il sert de modèle à une voisine écrivant des livres pour les enfants.                                                               |            |                                              |                              |                   |
| 124 | 18         | Un Jim courtois                              | Polite Jim                   | 7 mars 2006       |
| Après avoir humilié une voisine, Jim prend des cours de politesse avec Andy.                                                                          |            |                                              |                              |                   |
| 125 | 19         | Papa chéri                                   | Daddy Dearest                | 7 mars 2006       |
| Jim pense que le père d'un des camarades de ses filles pourrait être celui qui l'a abandonné des années plus tôt.                                     |            |                                              |                              |                   |
| 126 | 20         | La Ligne Verte                               | The Thin Green Line          | 14 mars 2006      |
| Jim promet de ne plus boire pour la Saint Patrick mais en voulant l'aider, Cheryl est arrêtée.                                                        |            |                                              |                              |                   |
| 127 | 21         | Jim et son meilleur ami                      | Jim's best friend            | 21 mars 2006      |
| Après avoir vu Ryan jouer aux échecs régulièrement avec Andy, Jim se cherche un nouveau meilleur ami afin de le remplacer.                            |            |                                              |                              |                   |
| 128 | 22         | Attention, bébé                              | Belaboring Point             | 2 mai 2006        |
| Jim rêve qu'il est enceint alors qu'il accompagne Dana sur le point de perdre les eaux...                                                             |            |                                              |                              |                   |

## Saison 6 (2007)
| No. série | No. saison | Titre VF                 | Titre VO              | Date de diffusion |
| --- | ---------- | ------------------------ | --------------------- | ----------------- |
| 129 | 1          | Le coup de poing         | The Punch             | 3 janvier 2007    |
| Cheryl lui reprochant de gâter trop souvent Kyle, Jim le force à s'endurcir.                                                         |            |                          |                       |                   |
| 130 | 2          | Bûcheron Sexuel          | The Flannelsexual     | 3 janvier 2007    |
| Jim évoque sur un talk-show les relations entre hommes et femmes.                                                                    |            |                          |                       |                   |
| 131 | 3          | Cochon d'Inde à la Gomme | Guinea Pygmalion      | 10 janvier 2007   |
| Jim s'oppose à une opération de l'animal domestique.                                                                                 |            |                          |                       |                   |
| 132 | 4          | Bébé en route            | Hoosier Daddy         | 10 janvier 2007   |
| Les noces de cristal de Jim et de Cheryl sont interrompues par Dana et la météo.                                                     |            |                          |                       |                   |
| 133 | 5          | Un deuil, mon œil        | Good Grief            | 17 janvier 2007   |
| Jim devient un peu trop attentif aux besoins de Cheryl lorsque l'oncle de celle-ci disparaît.                                        |            |                          |                       |                   |
| 134 | 6          | Excès de colère.         | The Rage              | 17 janvier 2007   |
| Jim se rend à un cours pour apprendre à mieux gérer sa colère.                                                                       |            |                          |                       |                   |
| 135 | 7          | Cheryl s'enflamme        | Cheryl goes Wild      | 24 janvier 2007   |
| Cheryl et Dana apparaissent dans une vidéo provocante.                                                                               |            |                          |                       |                   |
| 136 | 8          | La délivrance            | The Deliverance       | 31 janvier 2007   |
| Dana effectue un accouchement. |            |                          |                       |                   |
| 137 | 9          | Dino-mite                | Dino-Mite             | 28 février 2007   |
| Jim et Ryan s'occupent des enfants en l'absence de leurs femmes.                                                                     |            |                          |                       |                   |
| 138 | 10         | Chacun sa vie            | Separate Ways         | 7 mars 2007       |
| Jim doit dormir chez Andy étant donné que les enfants l'empêchent de trouver le sommeil.                                             |            |                          |                       |                   |
| 139 | 11         | Ur-Jim                   | In case of Jimergency | 14 mars 2007      |
| Jim souscrit une assurance familiale.                                                                                                |            |                          |                       |                   |
| 140 | 12         | Jim l'entraîneur         | Coach Jim             | 28 mars 2007      |
| Jim rencontre son idole sportive, ce qui signifie que l'une des joueuses qu'il entraîne devra quitter son équipe.                    |            |                          |                       |                   |
| 141 | 13         | Retour à l'envoyeur      | The At-Bat            | 4 avril 2007      |
| Le futur de Kyle montre à Jim ce qu'il se passera si son fils continue à suivre les mauvais conseils de baseball qu'il lui prodigue. |            |                          |                       |                   |
| 142 | 14         | Un secret bien enfoui    | What Lies Beneath     | 18 avril 2007     |
| Jim doit se confesser après qu'Andy a trouvé son alliance en utilisant un détecteur de métaux.                                       |            |                          |                       |                   |
| 143 | 15         | Passé au Gril II         | The Grill II          | 25 avril 2007     |
| Cheryl reçoit sa mère en visite. Les relations entre Jim et Andy sont au plus mal à cause d'un barbecue.                             |            |                          |                       |                   |
| 144 | 16         | Devlin où je suis        | Devline in disguise   | 2 mai 2007        |
| Jim apprend que ses voisins divorcent, la femme voulant se mettre en couple avec Andy.                                               |            |                          |                       |                   |
| 145 | 17         | Un homme à tout prix     | Any Man of Mine       | 9 mai 2007        |
| Jim trouve un accompagnateur pour Cheryl. Mais il apprend que l'homme est gay.                                                       |            |                          |                       |                   |
| 146 | 18         | L'anniversaire de Jim    | Jim's birthday        | 16 mai 2007       |
| Jim essaie de tout faire pour saboter sa propre fête d'anniversaire.                                                                 |            |                          |                       |                   |

## Saison 7 (2008)
Dès cette saison, Dana et Cheryl manqueront quelques épisodes à cause de la grossesse des actrices principales.
| No. série | No. saison | Titre VF                        | Titre VO                        | Date de diffusion |
| --- | ---------- | ------------------------------- | ------------------------------- | ----------------- |
| 147 | 1          | Jim tout puissant               | Jim Almighty                    | 1er janvier 2008  |
| Jim ose se plaindre à Dieu du manque de masculinisme des femmes. Celui-ci arrive et intervertit les genres.                                                                                    |            |                                 |                                 |                   |
| 148 | 2          | Une femme sexy                  | The Hot Wife                    | 1er janvier 2008  |
| Cheryl se rend compte qu'elle éprouve des sentiments pour un plombier. |            |                                 |                                 |                   |
| 149 | 3          | La sécurité après tout          | Safety Last                     | 8 janvier 2008    |
| Jim est obligé de renforcer sa propre sécurité sur demande de Cheryl. |            |                                 |                                 |                   |
| 150 | 4          | Dispute Idéale                  | The Perfect Fight               | 15 janvier 2008   |
| Jim et Cheryl passent la soirée à se disputer, ce qui finit par dégénérer. |            |                                 |                                 |                   |
| 151 | 5          | Cheryl part en Floride          | Cheryl goes to Florida          | 22 janvier 2008   |
| Jim sollicite l'aide de toutes les mères de famille après que Cheryl se soit absentée pour rendre visite à sa mère en Floride.                                                                 |            |                                 |                                 |                   |
| 152 | 6          | Le premier rendez-vous de Ruby. | Ruby's first date               | 29 janvier 2008   |
| Dana devient la mère de substitution de Ruby, qui vit son premier rendez-vous. |            |                                 |                                 |                   |
| 153 | 7          | Des règles Reposantes           | Period Peace                    | 12 février 2008   |
| Jim feuillette les journaux intimes de ses filles pour mieux comprendre les raisons de leurs disputes.                                                                                         |            |                                 |                                 |                   |
| 154 | 8          | Le rendez-vous                  | The Rendez-vous                 | 19 février 2008   |
| Jim tente de voir Cheryl seule depuis qu'elle est revenue. |            |                                 |                                 |                   |
| 155 | 9          | Question de volonté             | Goodwill Hunting                | 26 février 2008   |
| Jim souhaite se débarrasser des vieux vêtements de ses enfants, mais Cheryl lui apprend qu'elle est enceinte.                                                                                  |            |                                 |                                 |                   |
| 156 | 10         | La poupée                       | All Dolled Up                   | 4 mars 2008       |
| Jim apprend que Gracie fête son anniversaire de manière girly pour faire plaisir à Cheryl. Il transforme alors la fête...                                                                      |            |                                 |                                 |                   |
| 157 | 11         | Une grossesse distrayante       | Pregnancy Brain                 | 11 mars 2008      |
| Jim apprend que Cheryl veut recevoir un cadeau à l'occasion de son accouchement. |            |                                 |                                 |                   |
| 158 | 12         | Le chèque cadeau                | The Gift Certificate            | 15 avril 2008     |
| Jim s'offre une garantie sur le point d'expirer, qu'Andy lui avait donnée. Mais Andy s'en souvient plus tard.                                                                                  |            |                                 |                                 |                   |
| 159 | 13         | J'ai bu ton Milk-Shake          | I drink Your Milshake           | 22 avril 2008     |
| Jim instaure un tribunal d'enfants mais il en devient bientôt le premier client. |            |                                 |                                 |                   |
| 160 | 14         | Le chaperon                     | The chaperon                    | 29 avril 2008     |
| Jim chaperonne la petite amie d'Andy à un concert. |            |                                 |                                 |                   |
| 161 | 15         | La malédiction des six semaines | The Six Week Curse              | 13 mai 2008       |
| Dana hypnotise Andy afin de comprendre pourquoi ses relations avec les femmes fonctionnent mal.                                                                                                |            |                                 |                                 |                   |
| 162 | 16         | Tricheuses                      | The Cheater                     | 13 mai 2008       |
| Dana pense que Cheryl triche à un jeu où elle est supposée être la meilleure. |            |                                 |                                 |                   |
| 163 | 17         | Pas de repos pour les braves    | No Bedrest for the Wickled      | 27 mai 2008       |
| Jim apprend que la gynécologue de Cheryl lui a imposé d'être plus active contrairement à ce qu'il croyait.                                                                                     |            |                                 |                                 |                   |
| 164 | 18         | Le diable est à Oak Park        | The Devil Went Down to Oak Park | 27 mai 2008       |
| Le Diable décide de revenir tourmenter Jim en lui rappelant un vieux pacte qu'ils avaient fait. Si Jim lui donnait l'âme de son cinquième enfant, il obtenait en retour l'affection de Cheryl. |            |                                 |                                 |                   |

## Saison 8 (2008-2009)
Dès cette saison, Cheryl manquera quelques épisodes et Dana n'apparaîtra que dans le dernier à cause de la grossesse des actrices principales.
| No. série                                                                                           | No. saison | Titre VF                        | Titre VO                           | Date de diffusion |
| --------------------------------------------------------------------------------------------------- | ---------- | ------------------------------- | ---------------------------------- | ----------------- |
| 165                                                                                                 | 1          | Le doudou                       | The Blankie                        | 2 décembre 2008   |
| Jim oblige les enfants à travailler après qu'il a perdu une couverture d'un jumeau.                 |            |                                 |                                    |                   |
| 166                                                                                                 | 2          | Ma nouvelle meilleure amie      | The Hot Wife                       | 2 décembre 2008   |
| Jim s'efforce de trouver une nouvelle meilleure amie pour Cheryl.                                   |            |                                 |                                    |                   |
| 167                                                                                                 | 3          | Jami McFame                     | Jami McFame                        | 9 décembre 2008   |
| Jim gagne l'opportunité de chanter avec une star de la pop.                                         |            |                                 |                                    |                   |
| 168                                                                                                 | 4          | La demande en mariage d'Andy    | Andy's Proposal                    | 9 décembre 2008   |
| Andy s'apprête à demander sa petite amie en mariage.                                                |            |                                 |                                    |                   |
| 169                                                                                                 | 5          | Double Jackpot                  | Two for the money                  | 30 décembre 2008  |
| Jim est à court d'idée pour le Noël de ses enfants.                                                 |            |                                 |                                    |                   |
| 170                                                                                                 | 6          | En Cabane                       | Cabin Boys                         | 30 décembre 2008  |
| Jim tente d'aider Andy à oublier son ex.                                                            |            |                                 |                                    |                   |
| 171                                                                                                 | 7          | Un coup de Boost à l'Égo        | Ego Boost                          | 14 avril 2009     |
| Jim est certain qu'une ex veut lui faire reprendre l'histoire qu'ils avaient arrêtée.               |            |                                 |                                    |                   |
| 172                                                                                                 | 8          | Jim devient zen                 | The Yoga Bear                      | 14 avril 2009     |
| Jim et Andy pensent que Cheryl a une aventure avec son prof de yoga.                                |            |                                 |                                    |                   |
| 173                                                                                                 | 9          | Kyle est amoureux               | Kyle's Crush                       | 21 avril 2009     |
| Kyle sort avec l'ancienne professeur de piano de Ruby.                                              |            |                                 |                                    |                   |
| 174                                                                                                 | 10         | Un cadeau symbolique            | The Meaningful Gift                | 21 avril 2009     |
| Jim joue les conseillers afin qu'Andy offre un beau cadeau à sa promise.                            |            |                                 |                                    |                   |
| 175                                                                                                 | 11         | Variante paternelle             | The Daddy Way                      | 28 avril 2009     |
| Jim doit babysitter ses jumeaux alors qu'il part faire du sport.                                    |            |                                 |                                    |                   |
| 176                                                                                                 | 12         | Un soin très particulier        | Physical therapy                   | 28 avril 2009     |
| Jim promet d'empêcher Andy de faire du sport afin de lui éviter toute blessure.                     |            |                                 |                                    |                   |
| 177                                                                                                 | 13         | Le plus cool des pères          | The Cool One                       | 12 mai 2009       |
| Ruby décide de tourner ses parents l'un contre l'autre en faisant endosser à Jim le rôle du gentil. |            |                                 |                                    |                   |
| 178                                                                                                 | 14         | Un Jim bien docile              | Happy Jim                          | 12 mai 2009       |
| Les analgésiques que Jim prend le font planer.                                                      |            |                                 |                                    |                   |
| 179                                                                                                 | 15         | Le roi des Geeks                | King of the Nerds                  | 26 mai 2009       |
| Kyle voit en son oncle un héros, ce qui gêne Jim.                                                   |            |                                 |                                    |                   |
| 180                                                                                                 | 16         | Le bon Samaritain               | I Hate the High Road               | 26 mai 2009       |
| Cheryl tente de montrer plus d'honnêteté, Jim plus de générosité.                                   |            |                                 |                                    |                   |
| 181                                                                                                 | 17         | Une sombre histoire de diamants | Diamonds Are a Ghoul's Best Friend | 2 juin 2009       |
| Jim et Andy offrent des bijoux hantés à leurs conquêtes.                                            |            |                                 |                                    |                   |
| 182                                                                                                 | 18         | Le paradis ou l'enfer ?         | Heaven Opposed to Hell             | 2 juin 2009       |
| Jim passe en jugement céleste et doit voir son sort statué par Dieu.                                |            |                                 |                                    |                   |